# Pier Giorgio Frassati
Pier Giorgio Frassati (Turim, 6 de abril de 1901 — Turim, 4 de julho de 1925) foi um activista católico e terciário dominicano italiano. Ele foi significativamente popular nas décadas seguintes à sua inesperada morte, sobretudo nas Conferências de São Vicente de Paulo e na Ação Católica. Foi beatificado pelo Papa João Paulo II em maio de 1990. Será canonizado pelo Papa Leão XIV no dia 7 de setembro de 2025, por ocasião do Ano Jubilar.

## Biografia

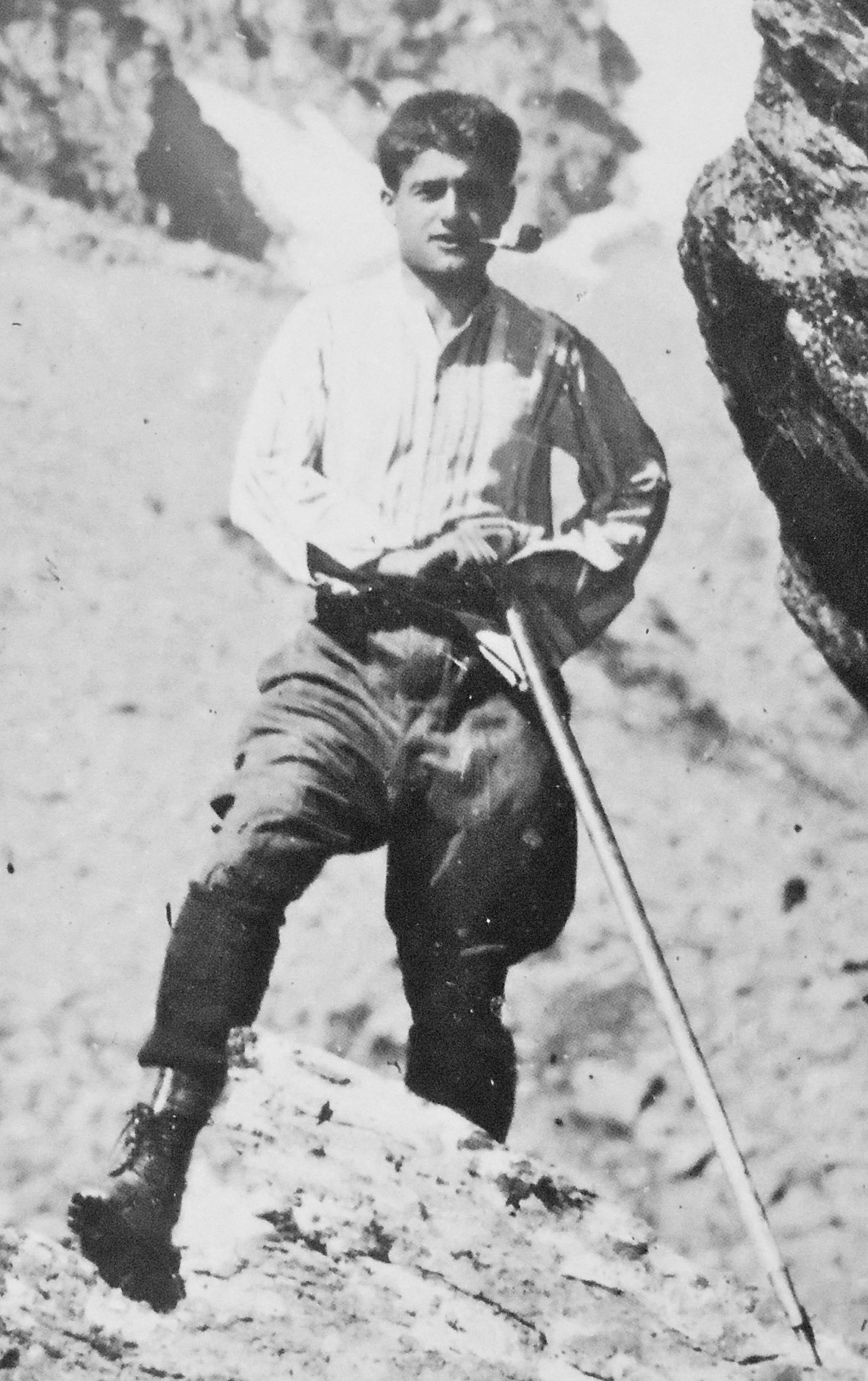
Pier Giorgio como alpinista em uma montanha italiana

Filho de Alfredo Frassati e Adelaide Ametis, família abastada, dona do jornal La Stampa. Tendo vivido entre 1918 e 1922 em Berlim, onde o seu pai foi embaixador de Itália, Pier Giorgio viveu sobretudo no Piemonte, na cidade de Turim.
Pier-Giorgio era profundamente anti-fascista, chegando a envolver-se em confrontos físicos com adeptos do Partido Social Fascista de Benito Mussolini. Quando aquele dirigente assumiu o poder, em 1922, o seu pai demitiu-se de embaixador e regressou a Itália com a família. Em 1921 Pier Giorgio inscreveu-se no Partido Popular Italiano (Partito Popolare Italiano), dirigido por Luigi Sturzo que se reclamava das ideias da Democracia Cristã.
Dedicou-se desde muito novo a várias obras sociais, de caridade e religiosas. Envolveu-se no seio de vários grupos católicos de juventude, como o Apostolado da Oração e a Sociedade de São Vicente de Paulo, quando adolescente participou dos centros da Juventude Mariana Vicentina em Turim, e mais tarde torna-se membro da Ordem Terceira de São Domingos. Uma da suas máximas de vida era: «A Caridade não é suficiente: precisamos de reformas sociais».  Foi um dos fundadores do jornal «Momento», baseado nos ensinamentos sociais do Papa Leão XIII explanados na sua encíclica Rerum Novarum.
Estudante de Engenharia Industrial Mecânica na Escola Real Politécnica, entre 1918 e 1925, pretendia vir a dedicar-se integralmente aos mineiros, que ele via como uma das classes profissionais mais sofredoras, seja em termos de dureza profissional, fosse em termos sociais.
Era um desportista, praticando diversas modalidades entre as quais se destacava o montanhismo, mediante o qual aproveitava para se isolar, rezar e reflectir na solidão das montanhas.
Frassati morreu em 1925 de poliomielite e milhares de pessoas participaram no seu funeral. Encontra-se enterrado na Catedral de Turim.
Foi descrito como o Homem das Oito Bem-Aventuranças pelo Papa João Paulo II, que o nomeou patrono dos desportistas e o beatificou a 20 de maio de 1990.
Sua memória litúrgica é celebrada no dia 4 de julho.

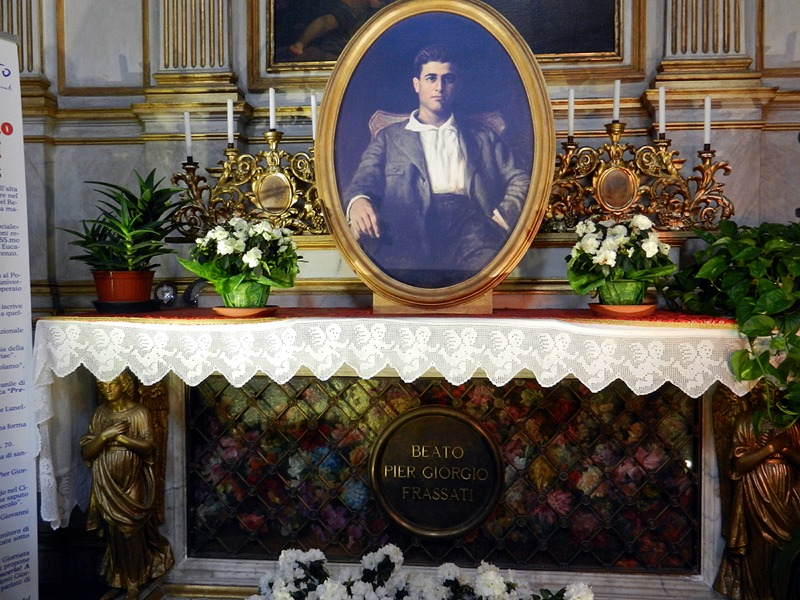
O túmulo do jovem Frassati na Catedral de Turim

| “                                           | Eis aqui como aparecia o homem das oito Bem-aventuranças, que leva consigo a graça do Evangelho, da Boa Nova, da alegria da salvação que Cristo nos oferece. | ” |
| — Papa João Paulo II, ano de 2001 Cracóvia. | |   |

## Canonização
No dia 27 de abril de 2024, o cardeal Marcello Semeraro, prefeito do Dicastério para as Causas dos Santos, anunciou durante a 18ª Assembleia Nacional da Ação Católica Italiana que Pier Giorgio seria canonizado. A cerimônia seria realizada inicialmente pelo Papa Francisco em 3 de agosto de 2025, por ocasião do Jubileu dos Jovens, mas sua morte levou à sua remarcação.
No dia 13 de junho de 2025, o Papa Leão XIV anunciou que sua canonização deverá ser celebrada em 7 de setembro de 2025, junto ao Beato Carlo Acutis.

## Fragmentos das Cartas de Pier Giorgio Frassati
| “ | No Mundo que se afastou de Deus falta a Paz, mas também falta a Caridade ou seja, o Amor verdadeiro e perfeito. Não há nada mais belo do que a Caridade. De fato, a fé e a esperança cessam com a nossa morte, mas o Amor dura eternamente, e até creio que será mais viva na outra vida. | ” |

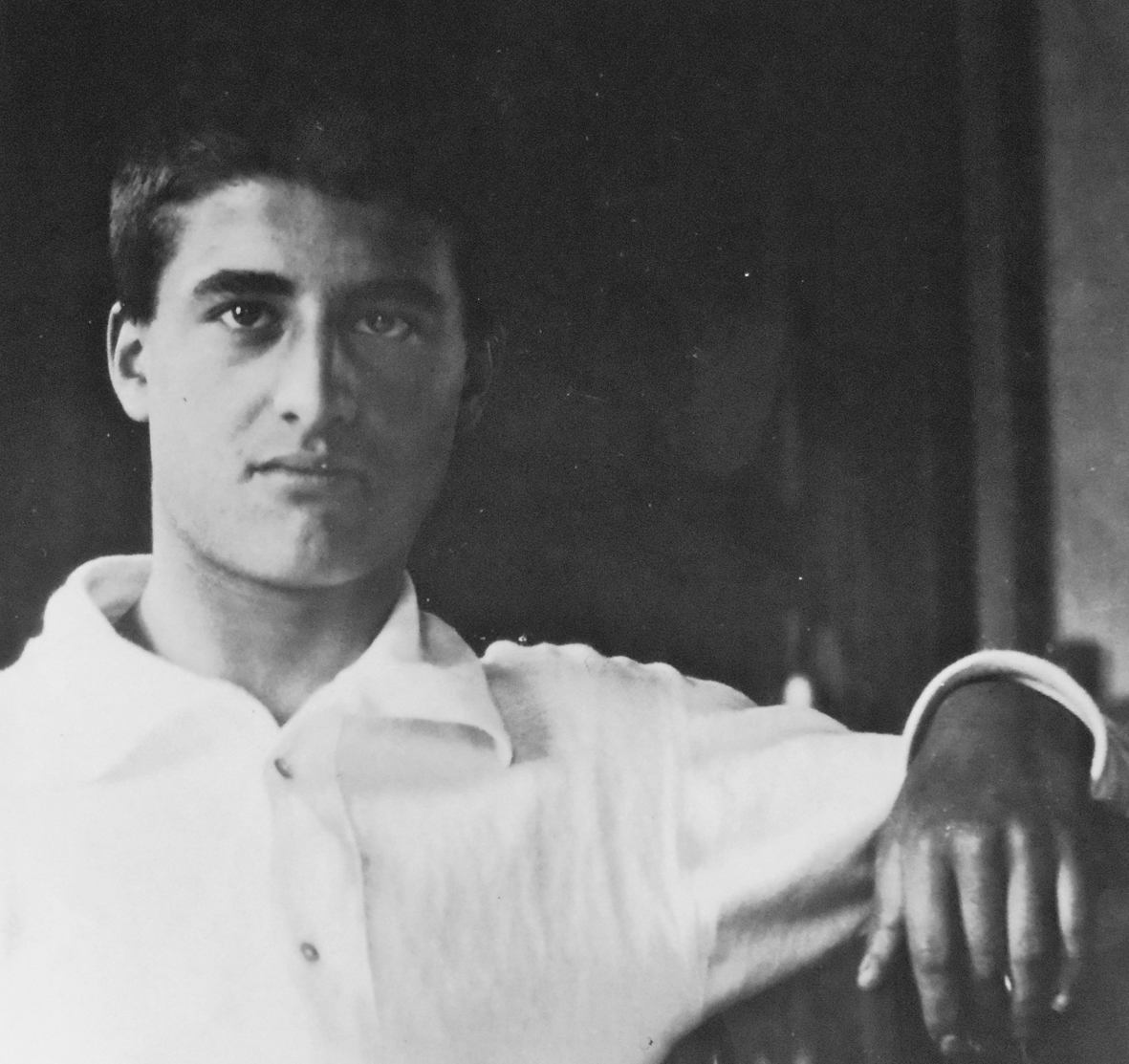

| “ | Nós - que, por graça de Deus, somos católicos - não devemos gastar os anos mais belos da nossa vida como desgraçadamente fazem tantos jovens infelizes que se preocupam com gozar os bens terrenos e não produzem nada de bom, mas que apenas fazem frutificar a imoralidade da nossa sociedade moderna. Devemos treinar-nos, a fim de estarmos prontos para travar as lutas que, seguramente, teremos de combater pela realização do nosso programa e para, assim darmos à nossa Pátria, num futuro não muito longínquo, dias mais alegres e uma sociedade moralmente sã. Mas para tudo isto, é preciso: a oração contínua para obter de Deus a graça sem a qual as nossas forças são vãs; organização e disciplina para estarmos prontos para a ação no momento oportuno e, finalmente,o sacrifício das nossas paixões e de nós mesmos, porque sem isso não se pode atingir o objetivo. | ” |

| “ | É bobo quem anda atrás das alegrias do mundo porque são sempre passageiras e trazem dores, enquanto a única alegria verdadeira é a que nos é dada pela fé. | ” |

| “ | Os tempos que atravessamos são difíceis porque a perseguição contra a Igreja torna-se mais feroz e cruel que nunca; mas vós, jovens destemidos e bons, não vos intimidais com este pouco, já que sabeis que a Igreja é uma instituição divina e não pode acabar. | ” |

| “ | Infelizmente uma por uma das amizades terrenas produzem dores no nosso coração pelo afastamento. Por isso, queria que fizéssemos um pacto indestrutível que não conhece limites temporais nem fronteiras físicas: a aliança da oração. | ” |

| “ | Queremos saber de onde viemos e para onde vamos. Espero com a graça de Deus prosseguir o caminho dos ideais católicos, defendendo e propagando esses verdadeiros e únicos valores. | ” |

## Movimentos e iniciativas religiosas sob o patrocínio de Pier Giorgio Frassati
- Juventude Frassati – movimento juvenil ligado à Casa de Ranquines, ativo em várias cidades de Alagoas, Brasil.
- Frassati Fellowship of Catholic Young Adults – grupo de evangelização e serviço para jovens profissionais na Arquidiocese de Nova Iorque, Estados Unidos.[9]
- Frassati USA – apostolado leigo com sede no Tennessee, dedicado à difusão da espiritualidade de Frassati e ao apoio de obras de caridade.[10]
- Compagnia dei Tipi Loschi "Pier Giorgio Frassati" – associação católica italiana que retoma o espírito do grupo fundado pelo próprio Frassati em 1924.[11]
- Frassati Society – denominação adotada por diversos capítulos paroquiais de jovens adultos nos Estados Unidos (por exemplo, Our Lady of Mount Carmel, Indiana).[12]
- Frassati Leadership Program (Diocese de Hamilton, Canadá) – programa anual de formação para jovens líderes católicos do ensino médio inspirado na vida e nos ideais do beato.